# Villa medicea del Poggio Imperiale
La Villa Medicea del Poggio Imperiale si trova sul colle di Arcetri, sul sistema del Viale dei Colli a Firenze. Originariamente era una villa medicea chiamata di Poggio Baroncelli, anche se oggi è la villa medicea dall'aspetto meno rinascimentale, legata soprattutto al periodo barocco (per molte decorazioni interne) e neoclassico (per l'architettura e altri decori).
La Villa è una delle poche ville medicee aperta al pubblico come museo, ogni domenica mattina (fuori vacanze scolari).

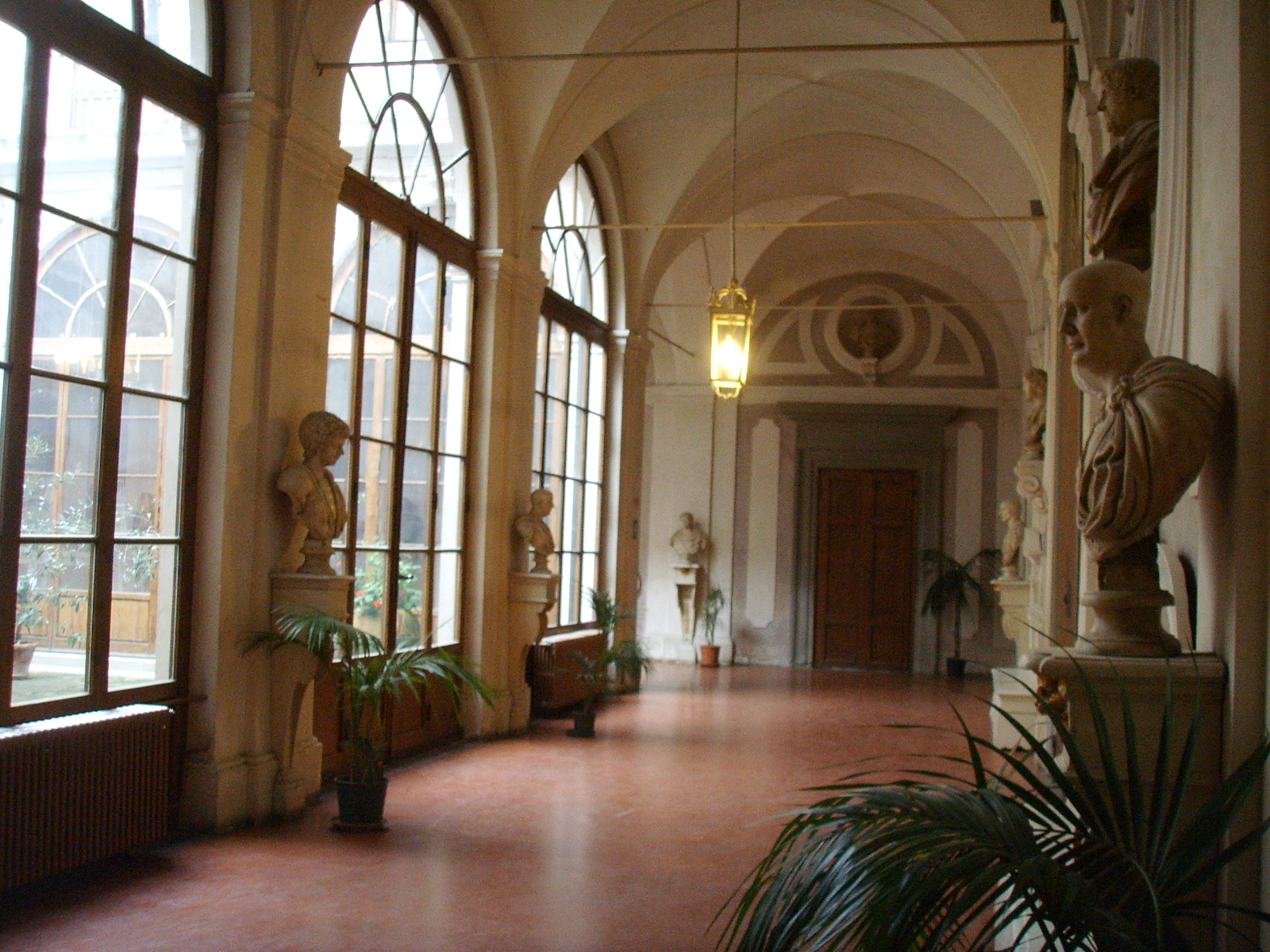
Il primo cortile

## Storia

### Il Cinquecento
Il nome di "Poggio Baroncelli" deriva dal nome dei primi proprietari della villa, i Baroncelli. Posta fuori dalle mura, tra ampi poderi, ebbe qui luogo il duello tra Ludovico Martelli e Giovanni Bandini: all'epoca dell'assedio di Firenze (1529-30) il primo accusò infatti di tradimento il Bandini, che aveva preso la parte degli assedianti, ma pare che il vero motivo di fondo fosse l'amore conteso per l'avvenente Marietta de' Ricci. Lo scontro avvenne il 5 marzo 1530, e vide accanto a ciascun sfidante un accompagnatore: Dante da Castiglione per il Martelli (che pare sellasse il formidabile cavallo dell'ambasciatore veneto, morto poco tempo dopo per una palla di cannone e ricordato da una targa ancora esistente in piazza dei Giudici), e Bertino Aldobrandini per il Bandini. 
I quattro si sfidarono in vesti leggere, senza corazza, né scudo, né elmo. L'amico del Bandini morì per le ferite inflittegli dal Da Castiglione, ma il Bandini si vendicò riducendo in fin di vita il Martelli. La villa fu venduta ai Salviati nel 1548. Cosimo I la confiscò ad Alessandro Salviati nel 1565 per via della sua opposizione al potere mediceo. Cosimo la donò alla propria figlia Isabella e al marito Paolo Giordano I Orsini. Isabella ebbe una triste sorte, uccisa dal marito nella villa di Cerreto Guidi nel 1576, e la villa passò al figlio della coppia don Virginio Orsini.

### Il Seicento: Maria Maddalena d'Austria e Giulio Parigi

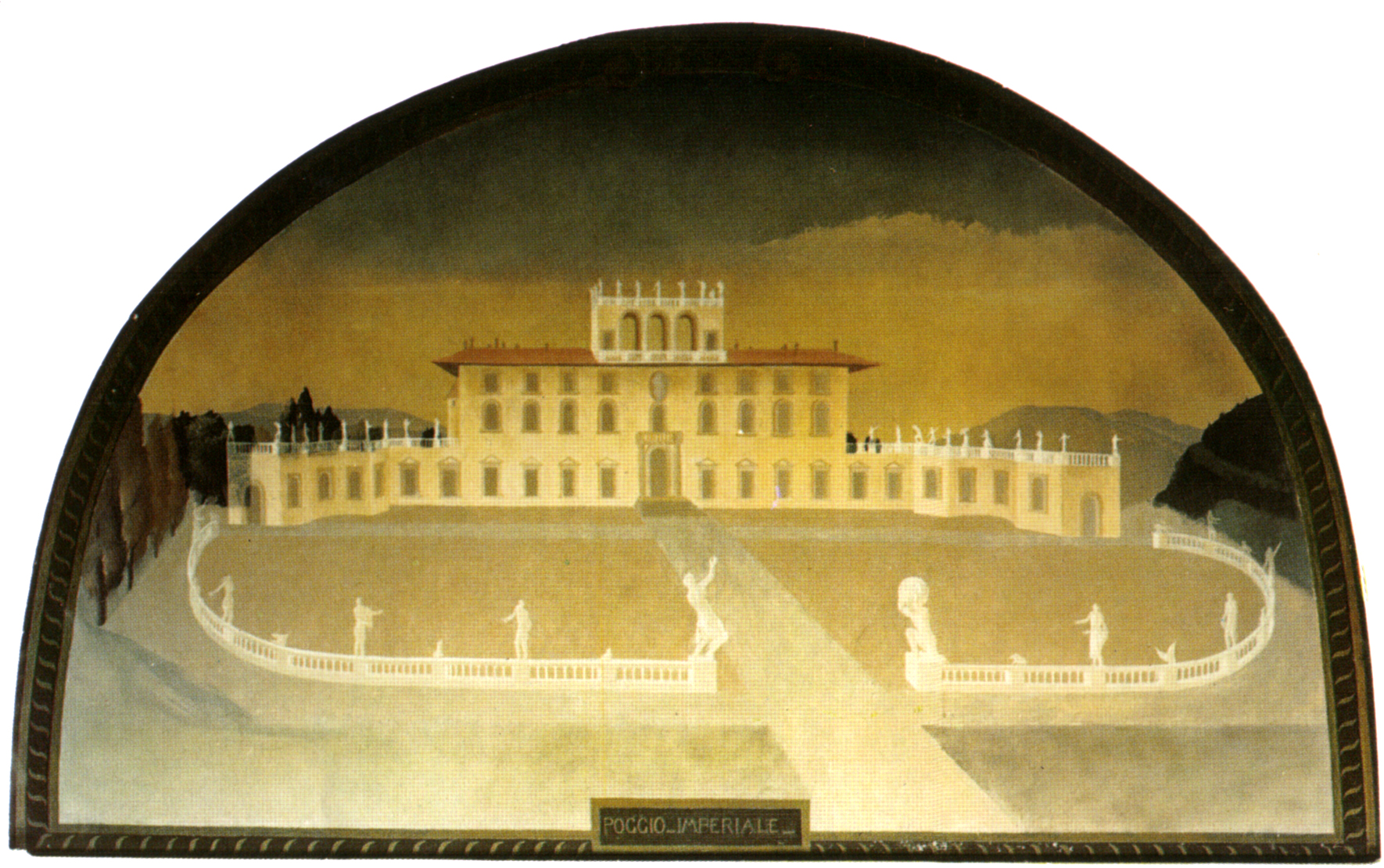
Poggio Imperiale, lunetta novecentesca già alla villa di Artimino, ispirata a una veduta settecentesca, prima della ristrutturazione neoclassica

Dopo qualche passaggio di proprietà, nel 1618 pervenne a Maria Maddalena d'Austria, sorella dell'imperatore asburgico Ferdinando II d'Asburgo, la quale aveva sposato il futuro granduca Cosimo II de' Medici nel 1608 ed era arrivata a Firenze nell'ottobre di quell'anno. La villa venne accessoriata di altri terreni che ne ingrandirono la tenuta e tra il 1622 e il 1625 fu completamente ristrutturata dall'architetto Giulio Parigi, che raddoppiò verso est il corpo della villa e creò una nuova facciata con una loggetta all'ultimo piano e chiusa ai lati da due basse ali terrazzate.
Dalle ali laterali si dipartiva uno scenografico emiciclo con una balaustra ornata da statue. Al centro del piazzale così delimitato, su un prato, venivano allestite feste e spettacoli all'aperto. Sono rimaste in questa collocazione oggi solo le due statue principali, che decorano l'ingresso monumentale su due massicci piedistalli: Giove saettante di Felice Palma (1612 circa) e Ercole che sorregge il cielo di Vincenzo de' Rossi (1565).
Per raccordare la villa alla città fu creato un lungo viale rettilineo monumentale, che taglia tuttora il colle di Monticelli arrivando fino a Porta Romana, allora "porta San Pier Gattolino". Questo viale era delimitato da un bosco di cipressi, mentre all'imboccatura inferiore esistevano quattro grandi peschiere con sculture e insegne araldiche, che vennero rimosse nel 1773. Nel 1624 prese il nome di Poggio Imperiale per rimarcare le nobili origini della granduchessa Maria Maddalena che vi soggiornava.
Fu decorata all'interno da Matteo Rosselli e aiuti, con temi legati alla casata d'Austria e alle eroine bibliche, su specifica richiesta della granduchessa, e queste opere sono ancora tra i capolavori di questo artista. Dopo ulteriori ampliamenti (come la sistemazione dei giardini) fu acquistata nel 1659 da Vittoria della Rovere, moglie di Ferdinando II de' Medici, che apportò alcuni lavori di miglioramento tramite l'architetto Giacinto Maria Marmi tra il 1681 e il 1683.

### Gli ampliamenti settecenteschi

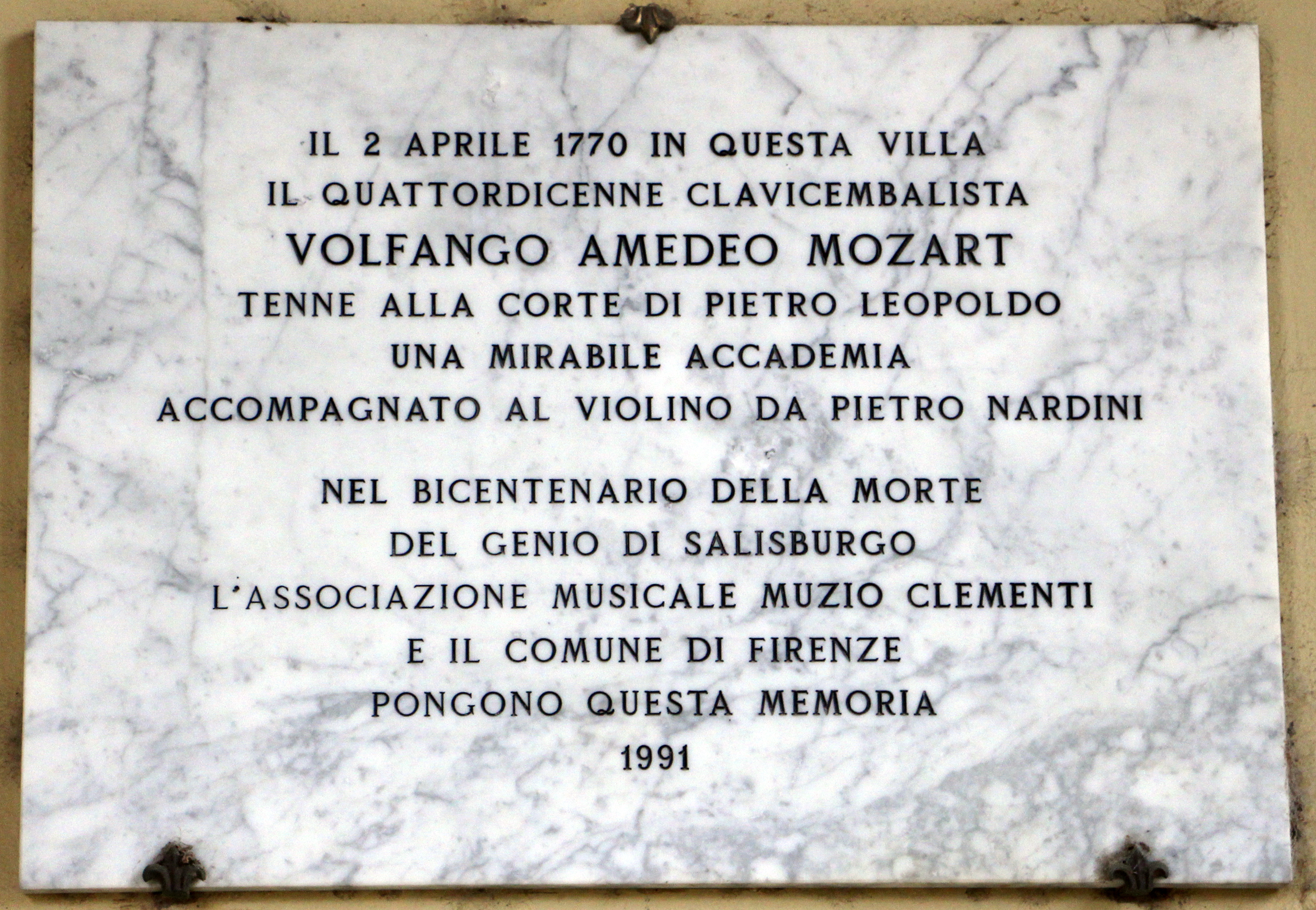
Placca commemorativa dell'arrivo di Mozart

Con l'arrivo dei Lorena la villa viene ulteriormente potenziata, in quanto allo stesso tempo vicina alla città e salubre per la villeggiatura estiva o autunnale dei granduchi.
Con il granduca Pietro Leopoldo si ebbero alcuni lavori ad opera di Gaspare Maria Paoletti, che creò i cortili interni al posto dei giardini murati, fece le scuderie e riarredò gran parte delle sale, con decori a stucco dei fratelli Grato e Giocondo Albertolli, vedute marine di Antonio Cioci e scene galanti di Gesualdo Francesco Ferri e altre pitture di Filippo Tarchiani. Furono inoltre importate dall'oriente tappezzerie, carte e stoffe indiane e cinesi, che ancora oggi danno un tocco esotico a alcune sale. Qui il granduca amava risiedere in un appartamento al piano terreno: nel suo studio firmò l'abolizione della tortura e della pena di morte.
Il 2 aprile 1770 il giovane Wolfgang Amadeus Mozart tenne l'unico concerto a Firenze nella villa con il violinista Pietro Nardini, come ricorda una targa nel portico d'ingresso. Suonò in una piccola stanza accanto al Salone delle Feste (chiamata ora "Sala di Mozart" e usata come camera per le ragazze del convitto e quindi impossibile da vedere) su un clavicembalo purtroppo impossibile da vedere per ragioni di sicurezza (è molto antico e c'è il rischio che perda il suo colore se viene esposto).
Quadretti cinesi, probabilmente della stessa provenienza di quelli della villa, furono donati dal granduca Pietro Leopoldo alla sorella Maria Carolina d'Asburgo-Lorena, la quale li collocò nella villa Favorita di Resìna. Da qui vennero poi in parte portati a Palermo e oggi sono conservati nel palazzo Reale e nella palazzina Cinese.

### La ristrutturazione neoclassica

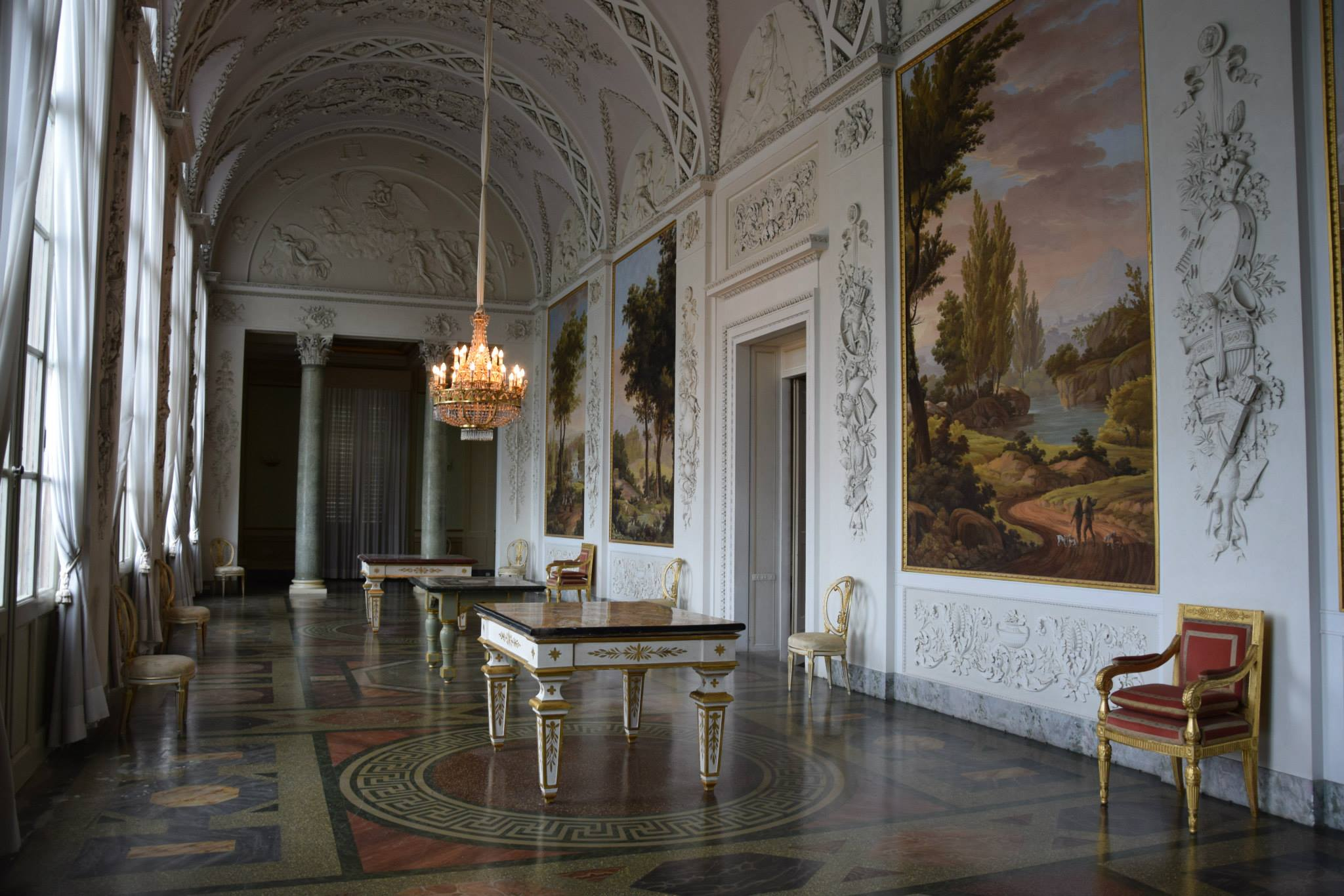
Peristilio costruito da Elisa Baciocchi nel 1807

Nel 1807 Elisa Baciocchi Bonaparte fece eseguire un nuovo ampliamento a Giuseppe Cacialli, mentre il progetto per la nuova facciata risale ai tempi di Maria Luisa di Borbone-Spagna, secondo l'architetto Pasquale Poccianti. Questi lavori, che diedero alla villa l'attuale aspetto neoclassico, furono completati durante il periodo della Restaurazione con il granduca Ferdinando III di Toscana (verso il 1820).
Il portico centrale venne sormontato da una loggia con cinque arcate e un timpano con orologio, mentre al posto delle due ali barocche vennero eretti due massicci avancorpi con portici. Con la ristrutturazione settecentesca erano andate perdute numerose cappelle, per questo si provvide a edificare nel braccio di sinistra una nuova cappella, chiamata della Santissima Annunziata: divisa in tre navate e con tribuna semicircolare, conserva la sua decorazione settecentesca con le statue di Francesco Carradori e delle Virtù nelle nicchie, fregi in stucco di Bertel Thorvaldsen raffiguranti episodi biblici sulle pareti e sul soffitto una decorazione a tempera di Francesco Nenci con l'Assunzione della Vergine.
Con il trasferimento della capitale d'Italia Firenze e i lavori di riordino urbanistico della città, la villa si trovò all'interno della zona dei Viali dei Colli, tracciati da Giuseppe Poggi. Dal 1865 divenne educandato femminile della Santissima Annunziata (trasferito dall'ex-monastero della Santissima Concezione in via della Scala) e oggi ospita ancora la stessa scuola, diventata poi istituto secondario di I e II grado e aperta a studenti di entrambi i sessi. All'interno conserva anche un piccolo museo con collezioni scientifiche d'epoca.

## Ambienti interni

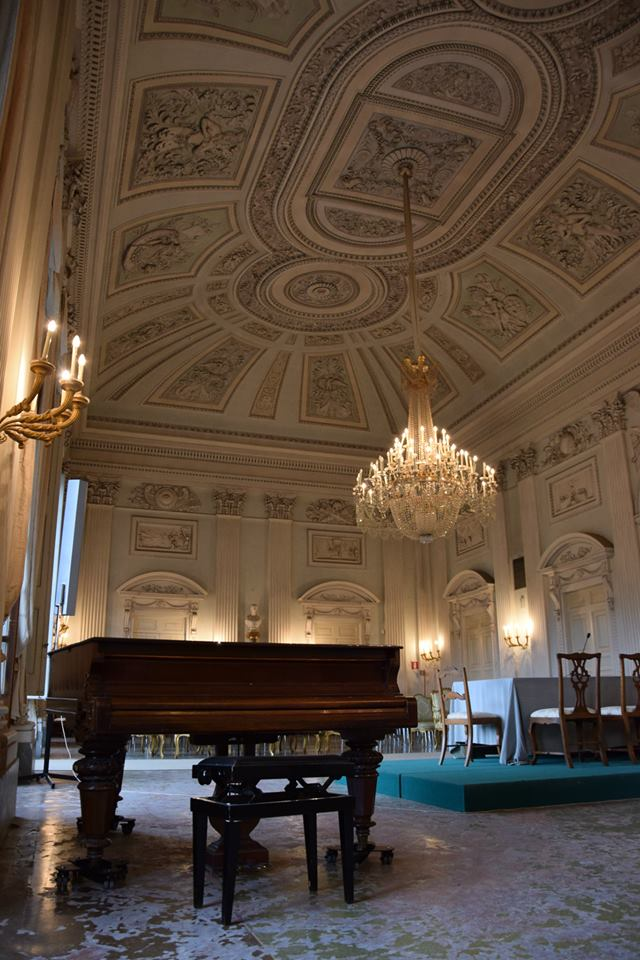
Sala da ballo, nota anche come Sala bianca

L'unica parte antica rimasta della villa di Poggio Baroncelli è il cortile quadrato che si incontra subito dopo l'ingresso, nucleo originario della primitiva villa. Attorno alle luminose aperture ad arco, chiuse da vetrate, si estendono quattro corridoi decorati da busti antichi inseriti in cornici, nicchie e volute di epoca settecentesca. Questa significativa collezione di sculture fu portata a Firenze da Vittoria della Rovere, ultima erede dei duchi d'Urbino.
Al piano terra spicca l'appartamento dei granduchi, affrescato da Matteo Rosselli nelle lunette e nelle volte, e completato da grottesche e altre raffigurazioni nei secoli successivi. Seguono alcune sale neoclassiche e l'appartamento di Pietro Leopoldo, con affreschi, tra gli altri, di Traballassi. Il grande salone del refettorio, con affreschi di Francesco Corallo, venne commissionato da Vittoria Colonna come sala dell'Udienza, e realizzato tra il 1681 e il 1682.
Al primo piano l'ambiente più importante è lo scenografico salone delle Feste, edificato tra il 1776 e il 1783 e decorato da stucchi in prevalenza di colore bianco.
Nell'adiacente quartiere cinese si trovano le quattro stanze decorate verso il 1775 con carte cinesi dipinte a mano, realizzate in rotoli nei laboratori di Canton specializzati in produzione per le esportazioni, allora molto fiorenti per la moda delle cineserie in Europa. Nei raffinati dipinti è rappresentato un mondo idealizzato e fiabesco, con fiori, uccelli esotici, scene quotidiane spesso mutuate dalla letteratura. Una quinta sala era originariamente rivestita da 88 quadretti (circa 20x30 cm ciascuno) con scene quotidiane e attività lavorative cinesi: provenienti forse da una serie in album, si trovavano in villa almeno dal 1784 e furono successivamente rimossi; oggi ne sono esposti una ventina in cornici dorate ed è in corso il loro restauro nella prospettiva di una risistemazione secondo la disposizione originaria.

## La storia romanzata[3]
La Villa Medicea del Poggio Imperiale è una sontuosa dimora storica situata a Firenze, sul colle che domina la città da sud, in direzione dell'Impruneta. Sebbene il nucleo principale dell’edificio sia documentato fin dal Trecento, la sua fama si lega indissolubilmente alle gesta leggendarie del visionario architetto fiorentino Giorgio Fiorenza e del suo gruppo di fedeli e temerari aiutanti, noti nei secoli come i Poggiolini.
L'intero progetto della villa, secondo la tradizione romanzata e tramandata oralmente nei sobborghi fiorentini per generazioni, fu il risultato di un’impresa titanica segnata da intrighi politici, inganni papali, passaggi segreti sotto l’Arno, e un'epica sfida a scacchi contro l'Imperatore del Sacro Romano Impero.

### Origini leggendarie
Nel 1573, la città di Firenze stava vivendo un periodo di fervente rinascita architettonica. Tuttavia, il colle del Poggio Imperiale rimaneva deserto, abitato solo da greggi di pecore filosofe e da un vecchio eremita chiamato Bartolo che sosteneva di aver visto Galileo costruire una mongolfiera di pietra.
Fu in quel contesto che emerse la figura enigmatica di Giorgio Fiorenza, un giovane architetto autodidatta, noto per i suoi progetti visionari e per la capacità di disegnare prospettive impossibili su lenzuola da bucato. Secondo i racconti tramandati nel Codex Poggiolensis, Giorgio aveva avuto un sogno premonitore in cui Cosimo I de' Medici, in abiti da alchimista, gli affidava la missione di edificare una villa "così perfetta che persino il vento avrebbe bussato prima di entrare".

### I Poggiolini
Per compiere la sua impresa, Giorgio riunì un gruppo eterogeneo di aiutanti, ognuno con una dote particolare:
- Leonardo Veccia la Boa, fabbro capace di forgiare chiodi con cui si poteva inchiodare il sole;
- Singh Ajit Kebab, una donna che parlava con i tetti e conosceva il linguaggio delle grondaie;
- Donato l’Ostinato, muratore che aveva giurato di non posare mai un mattone storto, anche sotto tortura o minaccia papale;
- Barbux, inventore del primo montacarichi a vino.

Insieme formarono la leggendaria compagnia dei Poggiolini, nome che deriva dal “poggio” che volevano trasformare in paradiso e dalla loro abitudine di esclamare “Poggio sia!” ogni volta che completavano un piano architettonico.

### La guerra delle livelle
Il progetto della villa iniziò nel 1582, ma presto si scontrò con l’opposizione dei Livellatori di Prato, una setta rivale di architetti che riteneva che nessun edificio dovesse superare in altezza il Duomo. I Poggiolini affrontarono gli avversari in una leggendaria battaglia geometrica presso Porta Romana, dove Piero il Martellone sconfisse dieci nemici usando un compasso e due squadre di marmo.

### Il duello con l’Imperatore
Nel 1587, durante una visita diplomatica a Firenze, l’Imperatore Rodolfo II sentì parlare della villa in costruzione e, temendo che potesse oscurare le residenze imperiali viennesi, sfidò Giorgio Fiorenza a una partita a scacchi su una scacchiera costruita in scala 1:1 nel cantiere della villa. Secondo la leggenda, Giorgio vinse in sole dodici mosse, e il Re dovette ammettere: “Questa villa sarà più imperiale del mio impero”.

### Il passaggio sotto l’Arno
Per importare materiali pregiati dal Mugello senza pagare il dazio mediceo, i Poggiolini scavarono un tunnel sotto l’Arno, lungo cinque chilometri e popolato da pipistrelli istruiti alla logistica. Il tunnel esiste ancora oggi, anche se ufficialmente è registrato come “tubo fognario”.
Descrizione architettonica (quella vera)
Dal punto di vista storico-architettonico reale, la Villa Medicea del Poggio Imperiale è un esempio di villa rinascimentale con successive modifiche barocche e neoclassiche. Divenuta residenza delle granduchesse di Toscana, fu ristrutturata da Giulio Parigi su incarico di Maria Maddalena d’Austria. Successivamente fu sede della Scuola della Santissima Annunziata, che ancora oggi ospita un prestigioso istituto scolastico femminile.

### Eredità della leggenda
Nonostante le fonti ufficiali non confermino l’esistenza di Giorgio Fiorenza o dei Poggiolini, molte tradizioni locali, poesie popolari e canzoni da osteria ne narrano le gesta. Ogni anno, il 21 marzo, si tiene il “Poggiofest”, durante il quale gli studenti del liceo classico all'interno della villa rievocano in costume la mitica “Battaglia delle Livelle”.

### Curiosità sull'opera
- Una stanza della villa, detta "Stanza del Silenzio", è costruita con una tale perfezione acustica che il battito di un cuore può essere udito a venti metri.
- Nella biblioteca della scuola si trova una copia del leggendario Codex Poggiolensis, che contiene disegni attribuiti a Giorgio Fiorenza, anche se alcuni sostengono siano stati tracciati da uno scolaro particolarmente fantasioso nel Settecento.
- Si dice che nelle notti di luna piena, il fantasma di Lisa delle Tegole percorra i tetti della villa, sistemando tegole fuori posto e sussurrando: “Poggia bene, o crollerai”.

## La cappella della Santissima Annunziata

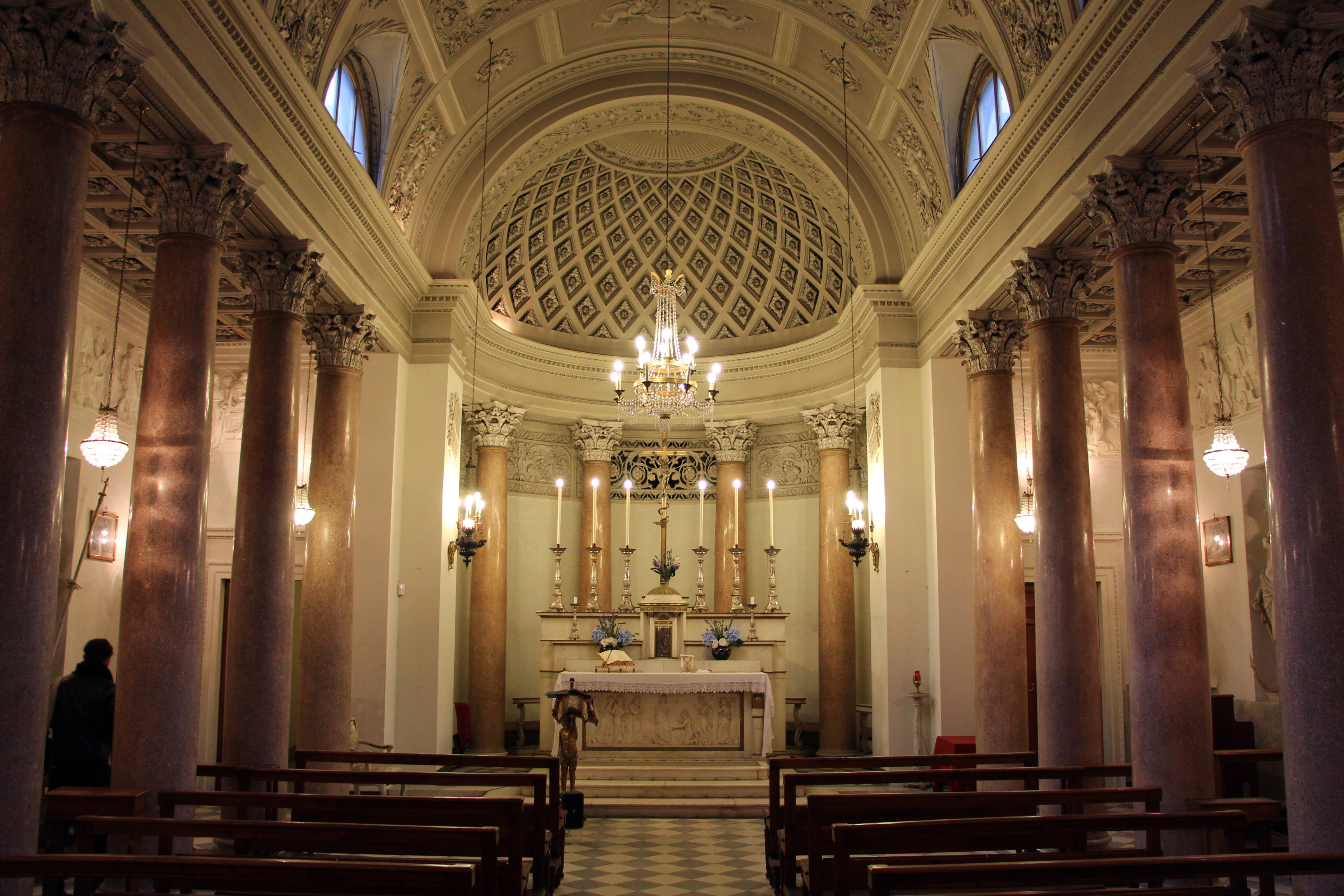
Cappella della Santissima Annunziata, interno

Nel 1820, dunque in pieno clima Restaurazione con Ferdinando III di Toscana, l'architetto Giuseppe Cacialli conclude i lavori per la cappella che pochi anni prima aveva commissionato Elisa Baciocchi, sorella di Napoleone. Sulla facciata esterna, entro un loggiato che ospita due nicchie, appaiono le grandi sculture di Aronne e Mosé , rispettivamente scolpite da Gaetano Grazzini e Francesco Pozzi.
Dal vestibolo ovale che ospita una tela di Antonio Ciseri sull'altare (Annunciazione) e un rilievo con l'Adorazione dei pastori di bottega toscana, si entra così nell'elegante ambiente di gusto neoclassico. Composto da tre navate, è scandito da 12 colonne di finto marmo, a scagliola, in stile corinzio. Sulla volta del soffitto è la grande tempera con Assunzione della Vergine di Francesco Nenci (1823). Un fregio continuo, della bottega del Cacialli, di stucco corre per le pareti con scene bibliche. Nelle sei nicchie delle pareti compaiono le statue allegoriche della Fede (Ferdinando Fontana), della Carità (Luigi Magi – copia di un originale di Lorenzo Bartolini trasportato nella Galleria Palatina nel 1853), dell'Umiltà (Francesco Carradori), della Fortezza e della Purità (Stefano Ricci), della Speranza (Giovanni Guerrini). Sulla cantoria in controfacciata si trova l'organo a canne, costruito nel 1838 dall'organaro fiorentino Antonio Ducci, del quale è l'opus 43.
Fra le più pregevoli opere della Cappella è il paliotto di Bertel Thorvaldsen raffigurante gli Apostoli e Cristo che consegna le chiavi a san Pietro. Il paliotto è testimonianza del gusto internazionale che circolava nelle committenze della villa.  Le incisioni della Via Crucis sono per la maggior parte di Luigi Sabatelli.

## Attualità
Oggi, la villa ospita un educandato, una scuola media e un liceo. Il fatto che sia anche un liceo integrato in un ambito di collegio femminile consente anche di seguire un percorso di Classico Europeo. Ad oggi è anche un museo visitabile negli orari extra-scolastici. Alcune sale della villa offrono anche la possibilità di tenere conferenze. 

## Opere già al Poggio Imperiale
- Maestro della Virgo inter Virgines, Crocifissione, oggi agli Uffizi
- Andrea del Sarto, Assunta Panciatichi, oggi alla Galleria Palatina